# (13211) Stucky
Pour les articles homonymes, voir Stucky.
(13211) Stucky est un astéroïde de la ceinture principale.

## Description
(13211) Stucky est un astéroïde de la ceinture principale. Il fut découvert le 3 mai 1997 à Kitt Peak par le projet Spacewatch. Il présente une orbite caractérisée par un demi-grand axe de 2,88 UA, une excentricité de 0,15 et une inclinaison de 5,4° par rapport à l'écliptique.

## Compléments